# Andowiak rudawy
Andowiak rudawy (Thomasomys pyrrhonotus) – gatunek ssaka z podrodziny bawełniaków (Sigmodontinae) w obrębie rodziny chomikowatych (Cricetidae).

## Zasięg występowania
Andowiak rudawy występuje w Andach w północno-zachodnim Peru (Piura i Cajamarca).

## Taksonomia
Gatunek po raz pierwszy zgodnie z zasadami nazewnictwa binominalnego opisał w 1886 roku brytyjski zoolog Oldfield Thomas nadając mu nazwę Hesperomys pyrrhonotus. Holotyp pochodził z Tambilio, znad rzeki Malleta, w regionie Cajamarca, w Peru. 
Autorzy Illustrated Checklist of the Mammals of the World uznają ten takson za gatunek monotypowy.

### Etymologia
- Thomasomys: Oldfield Thomas (1858–1929), brytyjski zoolog, teriolog; gr. μυς mus, μυος muos „mysz”[7].
- pyrrhonotus: gr. πυρρος purrhos „koloru płomienia, czerwony”, od πυρ pur, πυρος puros „ogień”; -νωτος -nōtos „-grzbiety, -tyły”, od νωτον nōton „tył, grzbiet”[8].

## Morfologia
Długość ciała (bez ogona) 137–144 mm, długość ogona 190 mm, długość ucha 19,5–22 mm, długość tylnej stopy 30–31 mm; brak szczegółowych danych dotyczących masy ciała. 

## Ekologia
Występują w górskich lasach i krzewiastym paramo na wysokości od 2300 do 4000 m n.p.m.. Andowiak rudawy prowadzi nocny tryb życia.

## Populacja
Rzadko spotykany gatunek.

## Zagrożenia
Główne zagrożenia to wylesianie, fragmentacja siedliska i rolnictwo.